# Pont aérien

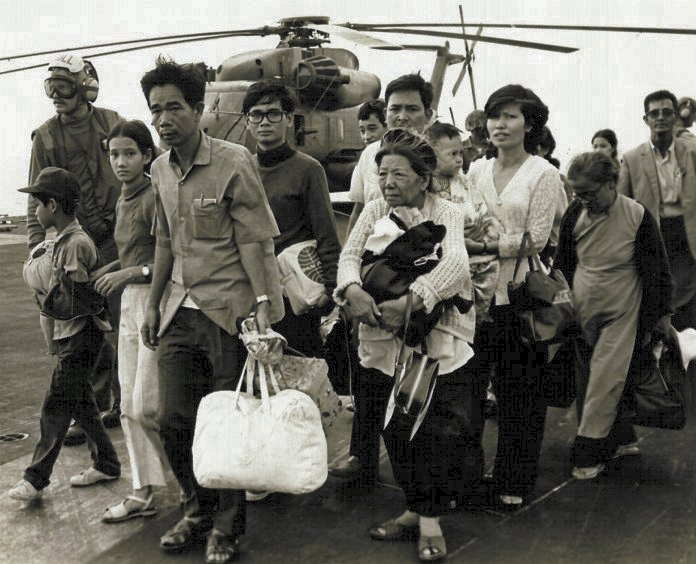
Opération Frequent Wind : évacuation de réfugiés sud-vietnamiens lors de la chute de Saigon en 1975.

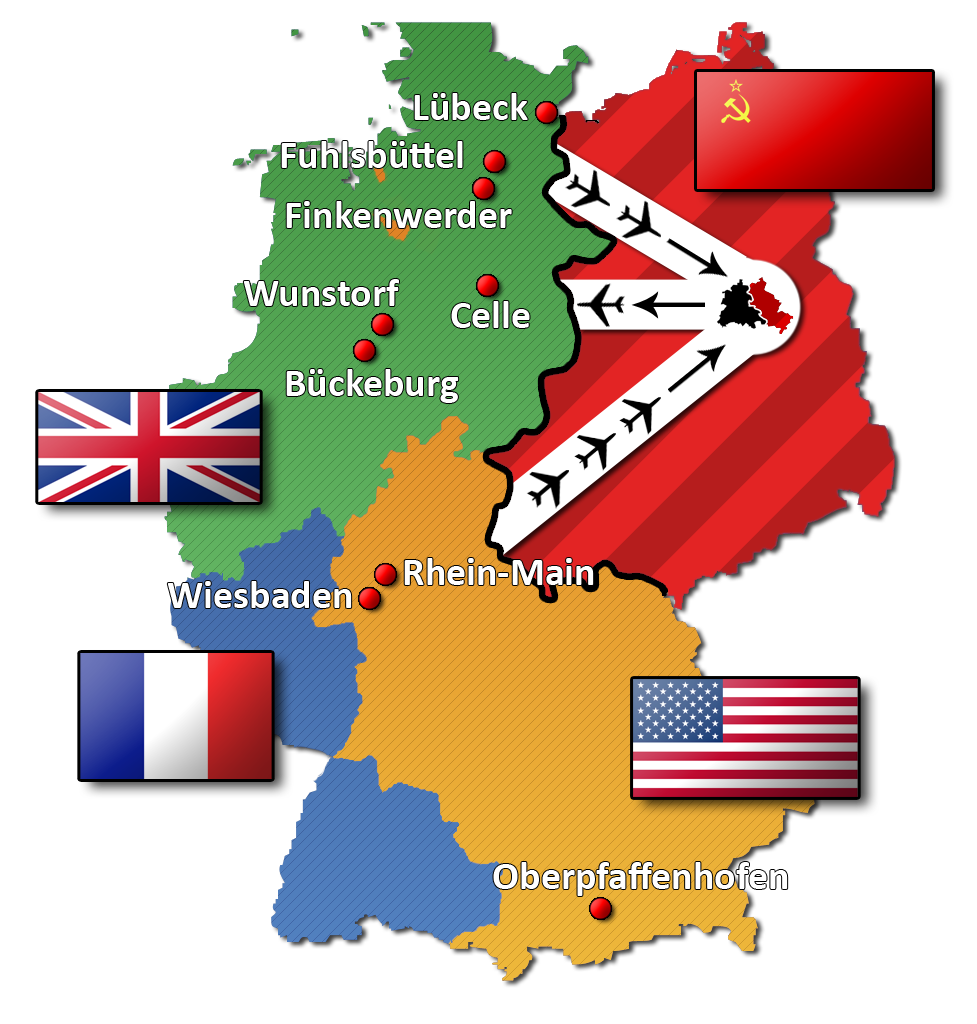
Couloirs aériens pendant le blocus de Berlin

Un pont aérien est un système de transport aéroporté. Apparu lorsque les avions de transport sont devenus courants, il est notamment utilisé lorsqu'il y a blocage des autres modes de transport (ferroviaires, terrestres et maritimes). Un tel blocage peut survenir pendant une crise géopolitique ou à la suite d'un séisme important. Système de transport notablement plus coûteux que les autres, il est surtout utilisé dans le cadre d'opérations militaires ou humanitaires.

## Historique
La Royal Air Force organisa la première grande évacuation par voie aérienne entre décembre 1928 et février 1929 lors du pont aérien de Kaboul (en) où 586 étrangers et personnalités durent quitter la capitale afghane lors d'une guerre civile
Le Hump ou pont aérien trans-Himalaya fut mis en place entre avril 1942 et novembre 1945 par  la dixième force aérienne des United States Army Air Forces (USAAF) américaines, puis par l’ Air Transport Command (ATC) entre	Assam (Raj britannique, au Nord de Calcutta) et Kunming (République de Chine, au Sud-Ouest de Chongqing) afin de soutenir l’effort de guerre chinois et d’appuyer les forces aériennes américaines engagées en Chine contre les Japonais, dont les plus célèbres sont les  Flying Tigers. Débuté avec 27 avions de transport et 1 100 hommes  en mai 1942, ce pont aérien rassemble  640 avions et 34 000 hommes au 31 juillet 1945. Les pertes furent immenses : 594 aéronefs perdus, manquants ou inutilisables, 1 659 personnes tuées ou portées disparues.
Après le débarquement de Normandie un pont aérien de 5 jours fut établi le 6 septembre 1944 avec 200 Douglas C-47 Skytrain transportant des jerrycans d'essence depuis le terrain de Querqueville, proche du terminal cherbourgeois de PLUTO, vers le terrain de Reims pour alimenter en carburant la 3e armée américaine de Patton.
Le plus célèbre est le pont aérien de Berlin qui fut mis en place pour approvisionner la ville de Berlin pendant son blocus, du 23 juin 1948 au 12 mai 1949. Il est mis en œuvre par la  US Air Force et la Royal Air Force. Le 23 juillet 1948 le général William H. Tunner prend le commandement de la Combined Airlift Task Force, qui est chargée de la mission du pont aérien. Tunner a déjà organisé le Hump ou pont aérien américain au-dessus de l’Himalaya.
L'opération Frequent Wind a permis l'évacuation de plus de 50 000 personnes lors de la chute de Saigon en 1975 (voir : Crise des réfugiés d'Indochine).
Un autre exemple a lieu en 1990 lorsque 150 000 ressortissants indiens vivant au Koweït ont été évacués par avion par le gouvernement indien, dans un laps d'une semaine suivant l'invasion du pays par l'Irak de Saddam Hussein du 2 au 4 août.
Certains grands événements sportifs ont nécessité également un pont aérien. Sur ordre du président Bouteflika, à l'occasion d'une rencontre de football à Khartoum au Soudan, comptant pour la qualification au mondial 2010. 62 vols avaient été programmés pour Alger-Khartoum du 16 au 18 novembre 2009. 10 196 supporters avaient quitté Alger à destination du Soudan. Au total, 124 vols (aller et retour, Alger-Khartoum- Alger) ont transporté environ 30 000 supporters algériens.
Les ponts aériens ont aussi joué un rôle dans la construction de certains grands projets d'infrastructures. Ainsi, la Société d'énergie de la Baie James a mis en place un système de ravitaillement afin de desservir certains chantiers inaccessibles durant la construction des ouvrages du projet de la Baie-James, dans les années 1970 et 80,,. Entre 1973 et 1979, l'avion Lockheed L-100 Hercules de la SEBJ, nommé Énergie et d'autres Hercules nolisés ont transporté 180 000 tonnes de fret et volé pendant 17 500 heures. L'appareil de la SEBJ avait été modifié pour transporter un réservoir d'aluminium amovible pouvant transporter 25 000 litres de carburant. À son arrivée, le réservoir pouvait être transvasé sur les chantiers en moins de 15 minutes.